# Eaglemast
Eaglemast er en type højspændingsmast der bærer en 400 kV-luftledning.
Masten er formet som et rørformet skaft og er lavet af varmgalvaniseret stål. Den står på et fundament af jernbeton, og har en højde på ca. 40 meter, og en bredde på 30 meter.
Masten er udstyret med flere jordtråde, der beskytter den mod lynnedslag. I jordtrådene er der integreret lyslederkabeler, der kan anvendes til overvågning og kommunikation.
Mastetypen er brugt i Jylland fra Kassø på Højspændingsforbindelsen Kassø - Tjele, der går langs den jyske højderyg og op til Tjele, og anvendes ved højspændingsforbindelsen mellem Aabenraa og Viborg. Den er også brugt til Kassø-Frøslev linjen, som er 30 km lang og består af omkring 90-100 master.